# Gabriel Milito
Gabriel Alejandro Milito, noto anche con il diminutivo Gabi (Bernal, 7 settembre 1980), è un allenatore di calcio ed ex calciatore argentino, di ruolo difensore, tecnico del Guadalajara.
Durante la sua carriera, ha vinto un campionato argentino (Apertura 2002), 3 campionati spagnoli consecutivi (2009, 2010 e 2011), 2 Coppe del Re (2004 e 2009), 3 Supercoppe di Spagna (2004, 2009 e 2010), 2 UEFA Champions League (2009 e 2011), una Supercoppa europea (2009) e 1 mondiale per club (2009).
Con la nazionale argentina ha preso parte alla Confederations Cup del 2005, al mondiale del 2006 e a 2 Coppe America (2007 e 2011).
È soprannominato El Mariscal (in lingua italiana il maresciallo).

## Biografia
È fratello dell'ex attaccante Diego Milito, come lui è originario di Terranova da Sibari, in provincia di Cosenza, ed argentino da due generazioni.

## Caratteristiche tecniche
Difensore centrale, veniva talvolta impiegato come terzino sinistro.

## Carriera

### Giocatore

#### Club

##### Independiente e Real Saragozza
Inizia a giocare per il club dell'Independiente, nel luglio 2003, Milito stava per essere acquistato dal Real Madrid, ma la squadra spagnola ha respinto il giocatore dopo i risultati medici che hanno mostrato come non pienamente recuperato l'infortunio al ginocchio. Così firma per il Real Saragozza.

##### Barcellona
Il 10 luglio 2007, il Real Saragozza ha raggiunto un accordo di trasferimento con il Barcellona per 18,5 milioni di euro e il 19 luglio, superate le visite mediche firma un contratto quadriennale del valore di 4 milioni di euro all'anno.
Ha fatto il suo debutto con il Barcellona il 2 settembre 2007 contro l'Athletic Bilbao, il suo primo gol arriva il 24 novembre in una partita di campionato contro il Recreativo Huelva.
Nella stagione 2008-09 per colpa di un problema al legamento crociato posteriore del ginocchio destro fu costretto a saltare completamente la stagione.
Dopo essere stato messo da parte per quasi due anni (602 giorni), finalmente tornato in campo disputando l'amichevole contro Kazma in Kuwait. Il 5 gennaio 2010 ha fatto il suo ritorno in campo in una partita ufficiale giocando la gara di andata della Coppa del Re contro il Siviglia termina 1-2 ai danni del Barcellona. Cinque giorni dopo riappare nel campionato giocando gli ultimi sette minuti andando a sostituire Carles Puyol nella partita contro il Tenerife.
L'11 novembre 2010 è andato a segno nella vittoria del Barcellona per 5-1 in casa contro Ceuta, subendo tuttavia uno strappo al polpaccio che lo ha tenuto ai box fino a gennaio. Poco impiegato nei mesi seguenti, a fine aprile 2011 si è infortunato nuovamente al polpaccio nel corso dell'incontro perso 2-1 contro la Real Sociedad chiudendo anzitempo la stagione.

##### Ritorno all'Independiente
Il 4 agosto 2011, rescinde il contratto con il Barcellona, e firma con l'Independiente, dopo essere stato accostato numerose volte al Genoa.
Il 12 giugno 2012 annuncia il ritiro dall'attività agonistica al termine del campionato di Clausura 2012.

#### Nazionale
Gabriel Milito gioca anche per la nazionale argentina, il cui esordio è datato nel 2000, all'età di 20 anni. Con la sua nazionale è arrivato secondo alla Coppa America del 2007, perdendo 3-0 contro il Brasile.
Il 1º giugno 2011 viene inserito insieme al fratello Diego dal C.T. Batista nella lista dei 26 pre-convocati in vista della Coppa America di luglio.

### Allenatore
Inizia ad allenare le riserve dell'Independiente fino alle dimissioni del 28 novembre 2014. Il 17 aprile 2015 è nominato allenatore dell'Estudiantes (LP). Il 10 dicembre, al termine del campionato, è esonerato. Il 20 maggio 2016 torna all'Independiente, stavolta come allenatore della prima squadra.
Nel 2017-2018 allena l’O'Higgins in Cile. Dal marzo 2019 al marzo 2020 allena di nuovo l’Estudiantes (LP), mentre dal gennaio 2021 all'agosto 2023 allena l’Argentinos Juniors.

## Statistiche

### Presenze e reti nei club
Statistiche aggiornate al 13 dicembre 2011.
| Stagione              | Squadra               | Campionato            | Campionato | Campionato | Coppe nazionali | Coppe nazionali | Coppe nazionali | Coppe continentali | Coppe continentali | Coppe continentali | Altre coppe | Altre coppe | Altre coppe | Totale | Totale |
| Stagione              | Squadra               | Comp                  | Pres       | Reti       | Comp            | Pres            | Reti            | Comp               | Pres               | Reti               | Comp        | Pres        | Reti        | Pres   | Reti   |
| --------------------- | --------------------- | --------------------- | ---------- | ---------- | --------------- | --------------- | --------------- | ------------------ | ------------------ | ------------------ | ----------- | ----------- | ----------- | ------ | ------ |
| 1997-1998             | Independiente         | PD                    | 2          | 0          |                 | -               | -               |                    | -                  | -                  |             | -           | -           | 2      | 0      |
| 1998-1999             | Independiente         | PD                    | 25         | 0          |                 | -               | -               | CM                 | 2                  | 0                  |             | -           | -           | 27     | 0      |
| 1999-2000             | Independiente         | PD                    | 34         | 2          |                 | -               | -               | CM                 | 8                  | 0                  |             | -           | -           | 42     | 2      |
| 2000-2001             | Independiente         | PD                    | 25         | 1          |                 | -               | -               | CM                 | 5                  | 0                  |             | -           | -           | 30     | 1      |
| 2001-2002             | Independiente         | PD                    | 3          | 0          |                 | -               | -               |                    | -                  | -                  |             | -           | -           | 3      | 0      |
| 2002-2003             | Independiente         | PD                    | 34         | 0          |                 | -               | -               |                    | -                  | -                  |             | -           | -           | 34     | 0      |
| Totale Independiente  | Totale Independiente  | Totale Independiente  | 123        | 3          |                 | -               | -               |                    | 15                 | 0                  |             | -           | -           | 138    | 3      |
| 2003-2004             | Real Saragozza        | PD                    | 35         | 0          | CR              | 0               | 0               |                    | -                  | -                  | SS          | 2           | 0           | 37     | 0      |
| 2004-2005             | Real Saragozza        | PD                    | 33         | 3          | CR              | 0               | 0               | CU                 | 10                 | 0                  |             | -           | -           | 43     | 3      |
| 2005-2006             | Real Saragozza        | PD                    | 34         | 1          | CR              | 0               | 0               |                    | -                  | -                  |             | -           | -           | 34     | 1      |
| 2006-2007             | Real Saragozza        | PD                    | 35         | 1          | CR              | 4               | 0               |                    | -                  | -                  |             | -           | -           | 39     | 1      |
| Totale Real Saragozza | Totale Real Saragozza | Totale Real Saragozza | 137        | 5          |                 | 4               | 0               |                    | 10                 | 0                  |             | 2           | 0           | 153    | 5      |
| 2007-2008             | Barcellona            | PD                    | 27         | 1          | CR              | 6               | 0               | UCL                | 9                  | 0                  |             | -           | -           | 42     | 1      |
| 2008-2009             | Barcellona            | PD                    | 0          | 0          | CR              | 0               | 0               | UCL                | 0                  | 0                  |             | -           | -           | 0      | 0      |
| 2009-2010             | Barcellona            | PD                    | 11         | 0          | CR              | 1               | 0               | UCL                | 5                  | 0                  |             | -           | -           | 17     | 0      |
| 2010-2011             | Barcellona            | PD                    | 10         | 0          | CR              | 1               | 1               | UCL                | 1                  | 0                  | SS          | 1           | 0           | 13     | 1      |
| Totale Barcellona     | Totale Barcellona     | Totale Barcellona     | 48         | 1          |                 | 8               | 1               |                    | 15                 | 0                  |             | 1           | 0           | 72     | 2      |
| 2011-2012             | Independiente         | PD                    | 19         | 0          | CdA             | 1               | 0               | CS                 | 2                  | 0                  | RS          | 2           | 0           | 24     | 0      |
| Totale carriera       | Totale carriera       | Totale carriera       | 327        | 9          |                 | 13              | 1               |                    | 42                 | 0                  |             | 5           | 0           | 387    | 10     |

### Cronologia presenze e reti in nazionale
| Cronologia completa delle presenze e delle reti in nazionale ― Argentina | Cronologia completa delle presenze e delle reti in nazionale ― Argentina | Cronologia completa delle presenze e delle reti in nazionale ― Argentina | Cronologia completa delle presenze e delle reti in nazionale ― Argentina | Cronologia completa delle presenze e delle reti in nazionale ― Argentina | Cronologia completa delle presenze e delle reti in nazionale ― Argentina | Cronologia completa delle presenze e delle reti in nazionale ― Argentina | Cronologia completa delle presenze e delle reti in nazionale ― Argentina |
| Data                                                                     | Città                                                                    | In casa                                                                  | Risultato                                                                | Ospiti                                                                   | Competizione                                                             | Reti                                                                     | Note                                                                     |
| ------------------------------------------------------------------------ | ------------------------------------------------------------------------ | ------------------------------------------------------------------------ | ------------------------------------------------------------------------ | ------------------------------------------------------------------------ | ------------------------------------------------------------------------ | ------------------------------------------------------------------------ | ------------------------------------------------------------------------ |
| 20-12-2000                                                               | Los Angeles                                                              | Argentina                                                                | 2 – 0                                                                    | Messico                                                                  | Reebok Cup                                                               | -                                                                        | 75’                                                                      |
| 31-1-2003                                                                | San Pedro Sula                                                           | Honduras                                                                 | 1 – 3                                                                    | Argentina                                                                | Amichevole                                                               | -                                                                        | 73’                                                                      |
| 8-2-2003                                                                 | Miami                                                                    | Stati Uniti                                                              | 0 – 1                                                                    | Argentina                                                                | Amichevole                                                               | -                                                                        | 41’                                                                      |
| 16-7-2003                                                                | La Plata                                                                 | Argentina                                                                | 2 – 2                                                                    | Uruguay                                                                  | Amichevole                                                               | -                                                                        | 50’                                                                      |
| 28-4-2004                                                                | Rabat                                                                    | Marocco                                                                  | 0 – 1                                                                    | Argentina                                                                | Amichevole                                                               | -                                                                        | 90’                                                                      |
| 18-8-2004                                                                | Shizuoka                                                                 | Giappone                                                                 | 1 – 2                                                                    | Argentina                                                                | Amichevole                                                               | -                                                                        |                                                                          |
| 4-9-2004                                                                 | Lima                                                                     | Perù                                                                     | 1 – 3                                                                    | Argentina                                                                | Qual. Mondiali 2006                                                      | -                                                                        |                                                                          |
| 9-2-2005                                                                 | Düsseldorf                                                               | Germania                                                                 | 2 – 2                                                                    | Argentina                                                                | Amichevole                                                               | -                                                                        | 46’                                                                      |
| 26-3-2005                                                                | La Paz                                                                   | Bolivia                                                                  | 1 – 2                                                                    | Argentina                                                                | Qual. Mondiali 2006                                                      | -                                                                        |                                                                          |
| 4-6-2005                                                                 | Quito                                                                    | Ecuador                                                                  | 2 – 0                                                                    | Argentina                                                                | Qual. Mondiali 2006                                                      | -                                                                        | 68’                                                                      |
| 26-6-2005                                                                | Hannover                                                                 | Messico                                                                  | 1 – 1 dts (5 – 6 dtr)                                                    | Argentina                                                                | Conf. Cup 2005 - Semifinale                                              | -                                                                        | 10’ 66’                                                                  |
| 9-10-2005                                                                | Buenos Aires                                                             | Argentina                                                                | 2 – 0                                                                    | Perù                                                                     | Qual. Mondiali 2006                                                      | -                                                                        |                                                                          |
| 16-11-2005                                                               | Doha                                                                     | Qatar                                                                    | 0 – 3                                                                    | Argentina                                                                | Amichevole                                                               | -                                                                        | 81’                                                                      |
| 30-5-2006                                                                | Salerno                                                                  | Argentina                                                                | 2 – 0                                                                    | Angola                                                                   | Amichevole                                                               | -                                                                        | 63’                                                                      |
| 21-6-2006                                                                | Francoforte sul Meno                                                     | Paesi Bassi                                                              | 0 – 0                                                                    | Argentina                                                                | Mondiali 2006 - 1º turno                                                 | -                                                                        | Ammonizione                                                              |
| 3-9-2006                                                                 | Londra                                                                   | Brasile                                                                  | 3 – 0                                                                    | Argentina                                                                | Amichevole                                                               | -                                                                        | Ammonizione                                                              |
| 11-10-2006                                                               | Murcia                                                                   | Spagna                                                                   | 2 – 1                                                                    | Argentina                                                                | Amichevole                                                               | -                                                                        | 5’                                                                       |
| 7-2-2007                                                                 | Saint-Denis                                                              | Francia                                                                  | 0 – 1                                                                    | Argentina                                                                | Amichevole                                                               | -                                                                        |                                                                          |
| 2-6-2007                                                                 | Basilea                                                                  | Svizzera                                                                 | 1 – 1                                                                    | Argentina                                                                | Amichevole                                                               | -                                                                        |                                                                          |
| 5-6-2007                                                                 | Barcellona                                                               | Argentina                                                                | 4 – 3                                                                    | Algeria                                                                  | Amichevole                                                               | -                                                                        |                                                                          |
| 28-6-2007                                                                | Maracaibo                                                                | Argentina                                                                | 4 – 1                                                                    | Stati Uniti                                                              | Coppa America 2007 - 1º turno                                            | -                                                                        | 58’                                                                      |
| 2-7-2007                                                                 | Maracaibo                                                                | Argentina                                                                | 4 – 2                                                                    | Colombia                                                                 | Coppa America 2007 - 1º turno                                            | -                                                                        | 13’                                                                      |
| 8-7-2007                                                                 | Barquisimeto                                                             | Argentina                                                                | 4 – 0                                                                    | Perù                                                                     | Coppa America 2007 - Quarti di finale                                    | -                                                                        |                                                                          |
| 11-7-2007                                                                | Puerto Ordaz                                                             | Messico                                                                  | 0 – 3                                                                    | Argentina                                                                | Coppa America 2007 - Semifinale                                          | -                                                                        |                                                                          |
| 15-7-2007                                                                | Maracaibo                                                                | Brasile                                                                  | 3 – 0                                                                    | Argentina                                                                | Coppa America 2007 - Finale                                              | -                                                                        |                                                                          |
| 22-8-2007                                                                | Oslo                                                                     | Norvegia                                                                 | 2 – 1                                                                    | Argentina                                                                | Amichevole                                                               | -                                                                        |                                                                          |
| 11-9-2007                                                                | Melbourne                                                                | Australia                                                                | 0 – 1                                                                    | Argentina                                                                | Amichevole                                                               | -                                                                        |                                                                          |
| 13-10-2007                                                               | Buenos Aires                                                             | Argentina                                                                | 2 – 0                                                                    | Cile                                                                     | Qual. Mondiali 2010                                                      | -                                                                        |                                                                          |
| 16-10-2007                                                               | Maracaibo                                                                | Venezuela                                                                | 0 – 2                                                                    | Argentina                                                                | Qual. Mondiali 2010                                                      | 1                                                                        |                                                                          |
| 17-11-2007                                                               | Buenos Aires                                                             | Argentina                                                                | 3 – 0                                                                    | Bolivia                                                                  | Qual. Mondiali 2010                                                      | -                                                                        |                                                                          |
| 21-11-2007                                                               | Bogotà                                                                   | Colombia                                                                 | 2 – 1                                                                    | Argentina                                                                | Qual. Mondiali 2010                                                      | -                                                                        | 86’                                                                      |
| 7-9-2010                                                                 | Buenos Aires                                                             | Argentina                                                                | 4 – 1                                                                    | Spagna                                                                   | Amichevole                                                               | -                                                                        | 11’                                                                      |
| 8-10-2010                                                                | Tokyo                                                                    | Giappone                                                                 | 1 – 0                                                                    | Argentina                                                                | Amichevole                                                               | -                                                                        |                                                                          |
| 9-2-2011                                                                 | Ginevra                                                                  | Argentina                                                                | 2 – 1                                                                    | Portogallo                                                               | Amichevole                                                               | -                                                                        |                                                                          |
| 26-3-2011                                                                | East Rutherford                                                          | Stati Uniti                                                              | 1 – 1                                                                    | Argentina                                                                | Amichevole                                                               | -                                                                        |                                                                          |
| 29-3-2011                                                                | San José                                                                 | Costa Rica                                                               | 0 – 0                                                                    | Argentina                                                                | Amichevole                                                               | -                                                                        | 46’                                                                      |
| 20-6-2011                                                                | Buenos Aires                                                             | Argentina                                                                | 4 – 0                                                                    | Albania                                                                  | Amichevole                                                               | -                                                                        |                                                                          |
| 1-7-2011                                                                 | La Plata                                                                 | Argentina                                                                | 1 – 1                                                                    | Bolivia                                                                  | Coppa America 2011 - 1º turno                                            | -                                                                        |                                                                          |
| 6-7-2011                                                                 | Santa Fe                                                                 | Argentina                                                                | 0 – 0                                                                    | Colombia                                                                 | Coppa America 2011 - 1º turno                                            | -                                                                        |                                                                          |
| 11-7-2011                                                                | Córdoba                                                                  | Argentina                                                                | 3 – 0                                                                    | Costa Rica                                                               | Coppa America 2011 - 1º turno                                            | -                                                                        | 21’                                                                      |
| 16-7-2011                                                                | Santa Fe                                                                 | Argentina                                                                | 1 – 1 (4 – 5 dtr)                                                        | Uruguay                                                                  | Coppa America 2011 - Quarti di finale                                    | -                                                                        | 71’                                                                      |
| Totale                                                                   |                                                                          | Presenze                                                                 | 41                                                                       |                                                                          | Reti                                                                     | 1                                                                        |                                                                          |

### Statistiche da allenatore
Statistiche aggiornate al 10 dicembre 2024. In grassetto le competizioni vinte.
| Stagione                  | Squadra                   | Campionato                | Campionato | Campionato | Campionato | Campionato | Coppe nazionali | Coppe nazionali | Coppe nazionali | Coppe nazionali | Coppe nazionali | Coppe continentali | Coppe continentali | Coppe continentali | Coppe continentali | Coppe continentali | Altre coppe | Altre coppe | Altre coppe | Altre coppe | Altre coppe | Totale | Totale | Totale | Totale | % Vittorie | Piazzamento |
| Stagione                  | Squadra                   | Comp                      | G          | V          | N          | P          | Comp            | G               | V               | N               | P               | Comp               | G                  | V                  | N                  | P                  | Comp        | G           | V           | N           | P           | G      | V      | N      | P      | %          | Piazzamento |
| ------------------------- | ------------------------- | ------------------------- | ---------- | ---------- | ---------- | ---------- | --------------- | --------------- | --------------- | --------------- | --------------- | ------------------ | ------------------ | ------------------ | ------------------ | ------------------ | ----------- | ----------- | ----------- | ----------- | ----------- | ------ | ------ | ------ | ------ | ---------- | ----------- |
| 2015                      | Estudiantes (LP)          | PD                        | 20+1+2     | 11+0+2     | 6+0+0      | 3+1+0      | CA              | 4               | 2               | 1               | 1               | CL                 | 3                  | 2                  | 0                  | 1                  | -           | -           | -           | -           | -           | 30     | 17     | 7      | 6      | 56,67      | Sub, 7°     |
| ago.-dic. 2016            | Independiente             | PD                        | 14         | 6          | 4          | 4          | CA              | 1               | 0               | 0               | 1               | CS                 | 4                  | 2                  | 2                  | 0                  | -           | -           | -           | -           | -           | 19     | 8      | 6      | 5      | 42,11      | Eson        |
| ago.-dic. 2017            | O'Higgins                 | PD                        | 12         | 4          | 3          | 5          | CC              | 2               | 0               | 0               | 2               | -                  | -                  | -                  | -                  | -                  | -           | -           | -           | -           | -           | 14     | 4      | 3      | 7      | 28,57      | Sub, 14°    |
| feb.-mag. 2018            | O'Higgins                 | PD                        | 15         | 7          | 2          | 6          | CC              | 0               | 0               | 0               | 0               | -                  | -                  | -                  | -                  | -                  | -           | -           | -           | -           | -           | 15     | 7      | 2      | 6      | 46,67      | Eson        |
| Totale O'Higgins          | Totale O'Higgins          | Totale O'Higgins          | 27         | 11         | 5          | 11         |                 | 2               | 0               | 0               | 2               |                    | -                  | -                  | -                  | -                  |             | -           | -           | -           | -           | 29     | 11     | 5      | 13     | 37,93      |             |
| mar.-mag. 2019            | Estudiantes (LP)          | PD                        | 3          | 1          | 2          | 0          | CA              | 1               | 1               | 0               | 0               | -                  | -                  | -                  | -                  | -                  | CSL         | 4           | 1           | 2           | 1           | 8      | 3      | 4      | 1      | 37,50      | Sub, 17°    |
| 2020                      | Estudiantes (LP)          | PD                        | 22         | 8          | 6          | 8          | CA+CA           | 3+1             | 1+0             | 1+1             | 1+0             | -                  | -                  | -                  | -                  | -                  | -           | -           | -           | -           | -           | 26     | 9      | 8      | 9      | 34,62      | Eson        |
| Totale Estudiantes        | Totale Estudiantes        | Totale Estudiantes        | 45+1+2     | 20+2       | 14         | 11+1       |                 | 9               | 4               | 3               | 2               |                    | 3                  | 2                  | 0                  | 1                  |             | 4           | 1           | 2           | 1           | 64     | 29     | 19     | 16     | 45,31      |             |
| feb.-dic. 2021            | Argentinos Juniors        | PD                        | 25         | 8          | 8          | 9          | CA+CdL          | 4+13            | 3+5             | 0+4             | 1+4             | CL                 | 8                  | 4                  | 1                  | 3                  | -           | -           | -           | -           | -           | 50     | 20     | 13     | 17     | 40,00      | Sub 14°     |
| 2022                      | Argentinos Juniors        | PD                        | 27         | 12         | 6          | 9          | CA+CdL          | 2+16            | 1+7             | 0+6             | 1+3             | -                  | -                  | -                  | -                  | -                  | -           | -           | -           | -           | -           | 45     | 20     | 12     | 13     | 44,44      | 8°          |
| gen.-ago. 2023            | Argentinos Juniors        | PD                        | 27         | 11         | 7          | 9          | CA+CdL          | 3+2             | 2+1             | 0+0             | 1+1             | CL                 | 8                  | 3                  | 3                  | 2                  | -           | -           | -           | -           | -           | 40     | 17     | 10     | 13     | 42,50      | 10°         |
| Totale Argentinos Juniors | Totale Argentinos Juniors | Totale Argentinos Juniors | 79         | 31         | 21         | 27         |                 | 40              | 19              | 10              | 11              |                    | 16                 | 7                  | 4                  | 5                  |             | -           | -           | -           | -           | 135    | 57     | 35     | 43     | 42,22      |             |
| mar.-dic. 2024            | Atlético Mineiro          | M1/MG+A                   | 2+37       | 1+10       | 1+14       | 0+13       | CB              | 10              | 4               | 3               | 3               | CL                 | 13                 | 8                  | 2                  | 3                  | -           | -           | -           | -           | -           | 62     | 23     | 20     | 19     | 37,10      | Sub, Eson   |
| Totale carriera           | Totale carriera           | Totale carriera           | 207        | 81         | 59         | 67         |                 | 62              | 27              | 16              | 19              |                    | 36                 | 19                 | 8                  | 9                  |             | 4           | 1           | 2           | 1           | 309    | 128    | 85     | 96     | 41,42      |             |

## Palmarès

### Giocatore

#### Club

##### Competizioni nazionali
- Campionato argentino: 1

Independiente: Apertura 2002
- Campionato spagnolo: 3

Barcellona: 2008-2009, 2009-2010, 2010-2011
- Coppa di Spagna: 2

Real Saragozza: 2003-2004
Barcellona: 2008-2009
- Supercoppa di Spagna: 3

Real Saragozza: 2004
Barcellona: 2009, 2010

##### Competizioni internazionali
- UEFA Champions League: 2

Barcellona: 2008-2009, 2010-2011
- Supercoppa UEFA: 1

Barcellona: 2009
- Coppa del mondo per club: 1

Barcellona: 2009

#### Nazionale
- Campionato sudamericano Under-20: 1

Argentina 1999

#### Individuale
- Calciatore argentino dell'anno: 1

2002
- Equipo Ideal de América: 1

2002

### Allenatore

#### Club

##### Competizioni statali
- Campionato Mineiro: 1

Atletico Mineiro: 2024